# Apocalypse Rising
"Apocalypse Rising" és el primer episodi de la cinquena temporada de la sèrie de televisió de ciència-ficció estatunidenca Star Trek: Deep Space Nine, el 99è de tota la sèrie. Originalment es van emetre en redifusió a partir del 30 de setembre de 1996. L'episodi va ser dirigit per James L. Conway i escrit per Ira Steven Behr i Robert Hewitt Wolfe.
Ambientada al segle XXIV, la sèrie segueix les aventures a Espai Profund 9, una estació espacial situada prop d'un forat de cuc estable entre els Quadrants Alfa i Gamma de la Via Làctia, prop del planeta Bajor, mentre els bajorans es recuperen d'una brutal ocupació de dècades pels imperialistes cardassians. El Quadrant Gamma acull un imperi hostil conegut com el Domini, governat pels Fundadors que canvien de forma. A les temporades mitjanes de la sèrie, la Federació està amenaçada tant per l'Imperi Klíngon com pel Domini. En aquest episodi, sospitant que un canviant s'està fent passar pel canceller klíngon Gowron, la tripulació d’Espai Profund 9 emprèn una missió per exposar l'impostor. Aquesta història és una continuació dels esdeveniments del final de la temporada 4, "Broken Link".
"Apocalypse Rising" va ser vist per uns 5,5 milions d'espectadors quan es va estrenar

## Argument
Després d'assabentar-se del cap de seguretat Odo que un canviant ha pres la forma de Gowron i ara controla l'Imperi Klíngon, el capità Benjamin Sisko rep l'ordre del Comandament de Flota Estel·lar d'exposar l'impostor. Ell, Odo, Miles O'Brien i Worf han d'infiltrar-se a Ty'Gokor, la seu de l'exèrcit klíngon, disfressats de candidats klíngon per a l'"Orde del Bat'leth". Se'ls donen quatre dispositius que, quan s'activen, emeten radiació que obligarà a qualsevol Changeling proper a tornar al seu estat gelatinós. Gul Dukat els escorta fins a Ty'Gokor amb les seves Aus de presa klíngon capturades.
Els quatre arriben al Saló dels Guerrers, on la festa de tota la nit abans de la cerimònia d'inducció ja ha començat, i intenten barrejar-se. Quan arriba el general Martok, segon al comandament després de Gowron, els quatre s'afanyen a instal·lar els seus emissors de radiació. Gowron arriba i comença a lliurar els premis. Quan criden a Sisko per rebre el seu premi, intenta activar els emissors, però és llançat a terra per Martok, que finalment els ha reconegut i els fa tancar en una cel·la de seguretat.
Un cop sols, Martok li confia a Sisko que ell també creu que Gowron és un impostor. Amb els emissors destruïts, l'única manera d'exposar Gowron és matar-lo. Martok allibera Sisko i el seu grup i els condueix de tornada al Saló dels Guerrers. Worf desafia Gowron a un duel individual. Martok es pregunta per què Sisko no dispara a Gowron directament. Odo observa que Gowron va triar lluitar contra Worf en combat singular, mostrant així honor klíngon, mentre que als canviants no els importa l'honor; conclou que el canviant no és Gowron, sinó Martok. Just quan Worf està a punt de matar Gowron, Odo revela el fals Martok a la multitud, i els klíngons obren foc, destruint ràpidament el canviant.
Gowron s'adona que Odo va rebre informació falsa que Gowron era el Canviat, cosa que hauria portat a l'assassinat de Gowron per la Federació, permetent al fals Martok, i per tant al Domini, obtenir el control total de l'Imperi Klíngon. Gowron accepta un alto el foc en la guerra entre els klíngons i la Federació, i Sisko i els seus homes tornen sans i estalvis a DS9.

## Actors convidats
- Marc Alaimo - Dukat
- Robert O'Reilly - Gowron
- J. G. Hertzler - Martok
- Casey Biggs - Damar
- John Lendale Bennett - Klingon imponent
- Robert L. Zachar - Cap de guàrdia
- Robert Budaska - Klíngon corpulent
- Ivor Bartels - Klíngon jove
- Tony Epper - Klíngon borratxo

## Producció
La fotografia principal de l'episodi es va dur a terme a l'Escenari 18 del solar de Paramount Pictures, que s'utilitzava per representar el Saló dels Guerrers Klíngon. El plató presentava estàtues de 3,7 metres d'alçada. Es van utilitzar diferents estils d'il·luminació al Saló en comparació amb la presó klíngon per garantir que ambdues semblessin diferents. Mentre que hi havia caixes de parpelleig instal·lades al plató del Saló dels Guerrers per donar l'aspecte de foc, es va utilitzar il·luminació blava superior a la presó per fer que el plató semblés molt més fred. A causa de la mida del Saló dels Guerrers, el director de fotografia Jonathan West va utilitzar mussolina blanquejada per amagar les làmpades fluorescents a les cortines.
El pont de l’Au de Presa estava il·luminat per llums superiors a través de quadrícules amb patrons. Una escena que presentava més de cent klíngons a l'escena es va rodar amb només cinquanta extres. West va utilitzar un efecte de pantalla dividida filmat tres vegades amb una càmera bloquejada cada vegada, que després es va compondre en efectes posteriors.

## Recepció
Zack Handlen de The A.V. Club va elogiar aquest episodi pels seus "encants desenfadats" i va gaudir veient els personatges principals disfressats de klíngons: "és realment divertit, amb alguns girs sòlids i introspecció esquitxada per tot arreu". Keith R. A. DeCandidode Tor.com va qualificar l'episodi amb un 7 sobre 10.
El 2015, Geek.com va recomanar aquest episodi com a "visualització essencial" per a la seva guia abreujada de marató de sèries de Star Trek: Deep Space Nine.
"Apocalypse Rising" va ser nominat a dps Premis Primetime Emmy, al Maquillatge destacat i Millor fotografia destacada per a una sèrie d'una sola càmera per l'obra de Jonathan West.